# 平布藏布
平布藏布，是恒河支流戈西河的支流達馬戈西河（上游於中國境內稱絨轄曲）的支流拉不及孔藏布的支流，發源於西藏自治區日喀則市聶拉木縣聶拉木鎮崗拉山口附近，向南流經新桑後，轉向東南流。不久流入尼泊爾境內，隨後注入拉不及孔藏布。